# باشگاه فوتبال سوندسوال
جی‌آی‌اف  سوندسوال (تلفظ سوئدی: [ˈɡɪfː ˈsɵ̂nː(d)sval]), یک باشگاه فوتبال حرفه ای سوئدی است که در شهر سونسوال واقع شده است.این باشگاه وابسته به اتحادیه فوتبال سوئد است و بازی های خانگی خود را در ان‌پی‌۳ آرنا با ظرفیت تقریباً ۸۰۰۰ تماشاگر انجام می دهد. این باشگاه که در ۲۵ اوت ۱۹۰۳ تشکیل شده‌است، ۱۹ فصل در بالاترین لیگ فوتبال سوئد (لیگ برتر فوتبال سوئد) بازی نموده‌است که اولین آن، در لیگ در سال ۱۹۶۵ بود.

## رنگ‌ها و نمادها
رنگ‌هایی که در تاج و لباس باشگاه منعکس شده است، آبی، زرد و سفید است. با این وجود، سفید به طور واضح در لباس امروزی حضور ندارد، بلکه سابقه طولانی در باشگاه دارد.

## تاریخچه
این باشگاه در ۲۵ آگوست ۱۹۰۳ در کافه ماتیلدا اندرسونز تشکیل شد. در آن زمان، GIF Sundsvall مخفف "Godtemplarnas Idrotts Förening Sundsvall" بود که عمدتاً برای تیتوتالیسم بود تا زمانی که تقاضای الکل در سال ۱۹۲۰ کاهش یافت.پس از آن حروف اول تا به امروز مخفف کلمه "Gymnastik och Idrottsföreningen Sundsvall" بوده‌است.
این باشگاه اولین بار، در سال ۱۹۶۵ به لیگ برتر فوتبال سوئد رسید اما از آن زمان تاکنون آسانسوروار بین دو لیگ برتر و دسته اول در رفت‌وآمد است.
ساندسوال قبلاً فوتبال زنان، باندی و هاکی روی یخ را نیز در تکفل داشت. تیم باندی در سال ۱۹۲۱ قهرمان ناحیه وسترنورلند شد.تیم هاکی در اواخر دهه ۱۹۶۰ منحل شد و در سال ۱۹۸۵ تیم زنان به Sundsvalls DFF منتقل شد.

## افتخارات
- لیگ دسته یک (سطح دوم) فوتبال سوئد
  - نایب قهرمان (۳): ۲۰۱۱, ۲۰۱۴, ۲۰۲۱

## بازیکنان مطرح
- علیرضا حقیقی[۵]